# Gaius Iulius Erucius Clarus Vibianus
Gaius Iulius Erucius Clarus Vibianus († 197) war ein römischer Politiker und Senator.
Vibianus stammte aus Italien oder aus einer der westlichen Provinzen. Er war Sohn des Gaius Erucius Clarus, Konsul im Jahr 170. Im Jahr 193 wurde Vibianus zusammen mit Quintus Pompeius Sosius Falco ordentlicher Konsul.
Vibianus wurde nach der Niederlage des Clodius Albinus gegen Septimius Severus und dem Tod des Albinus als dessen Anhänger im Jahr 197 hingerichtet.